# Noborio Kentoku
Kentoku Noborio (sinh ngày 30 tháng 11 năm 1983) là một cầu thủ bóng đá người Nhật Bản.

## Sự nghiệp câu lạc bộ
Kentoku Noborio đã từng chơi cho Kyoto Purple Sanga, Tokushima Vortis và Giravanz Kitakyushu.